# Elvira Madigan

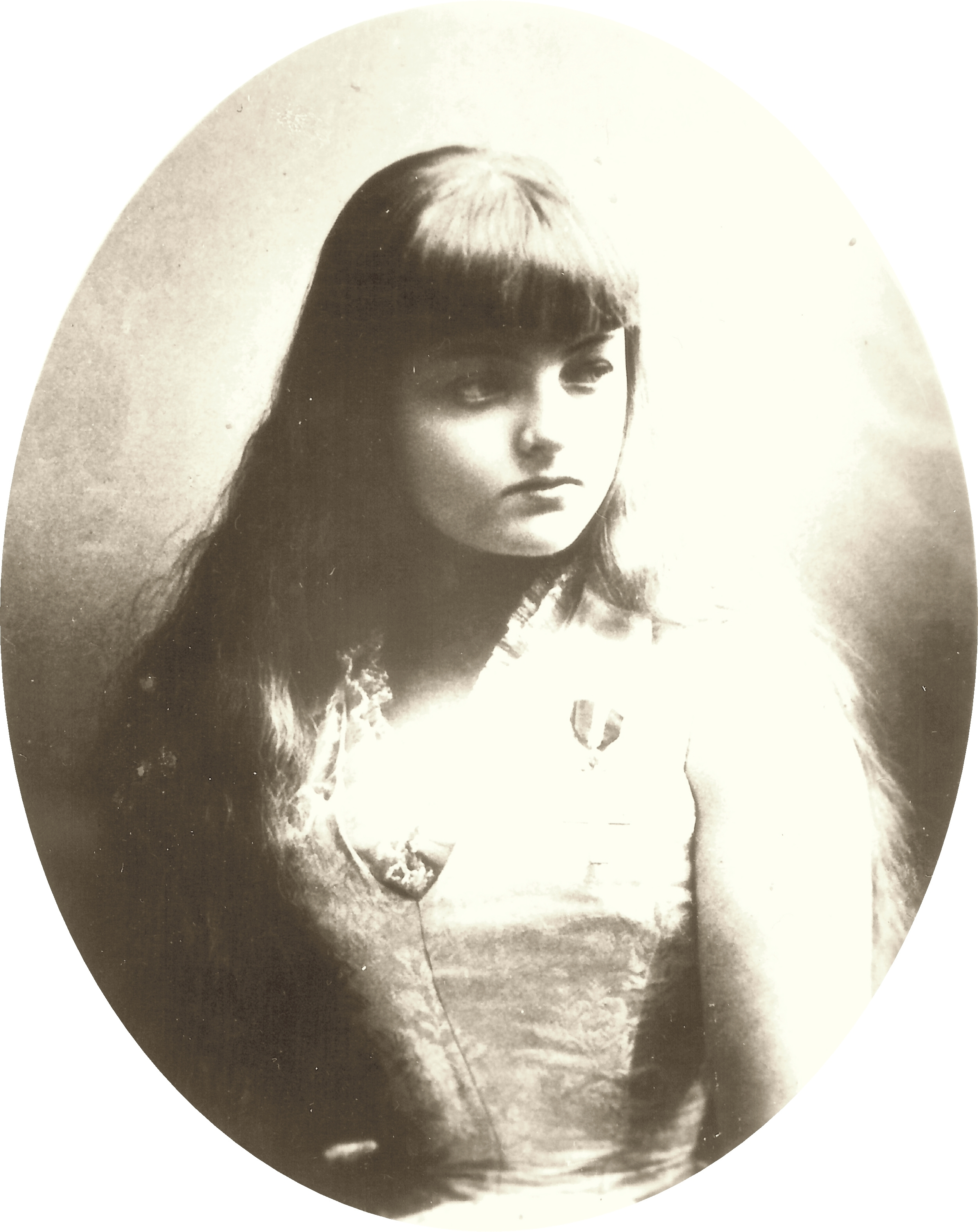
Elvira Madigan (1888)

Elvira Madigan (* 4. Dezember 1867 in Flensburg; † 19. Juli 1889 im Nørreskov, Tåsinge) war der Künstlername der dänischen Seiltänzerin Hedvig Antoinette Isabella Eleonore Jensen. Sie und ihr Geliebter, der schwedische Leutnant Bengt Edvard Sixten Sparre (* 27. September 1854 in Malmö; † 19. Juli 1889 im Nørreskov, Tåsinge), sind ein berühmtes tragisches Liebespaar Skandinaviens.

## Leben
Die spätere „Elvira Madigan“, Hedvig Antoinette Isabella Eleonore Jensen, war die Tochter des Kopenhagener Stallmeisters Frederik Jensen und der aus Finnland stammenden Zirkusartistin Eleonora Cecilia Christina Maria, geb. Olsen. Seit etwa 1870 lebte die Mutter mit dem aus Indiana, USA, stammenden Parforcereiter John Madigan zusammen, den sie allerdings erst 1892 heiratete. Beide reisten mit einem Zirkus durch Skandinavien.
Hedvig Jensen alias Elvira Madigan hatte 1876 im Alter von acht Jahren im Tivoli in Kopenhagen ihr Debüt als Reiterin. Als Seiltänzerin trat sie am 24. April 1879 in Sankt Petersburg zum ersten Male auf. Später trat sie zusammen mit Gisela Brož, einer aus Wien stammenden Pflegetochter John Madigans, als „Schwestern Elvira und Gisella Madigan“ oder „Töchter der Luft“ auf. Die beiden jungen Seiltänzerinnen waren eine große Publikumsattraktion und wurden 1886 in Kopenhagen vom dänischen König Christian IX. mit seinem Kreuz in Gold ausgezeichnet. In diesen Jahren hatten sie großen Erfolg und gaben Vorstellungen in u. a. Paris, London, Berlin, Brüssel, Amsterdam und Odessa.

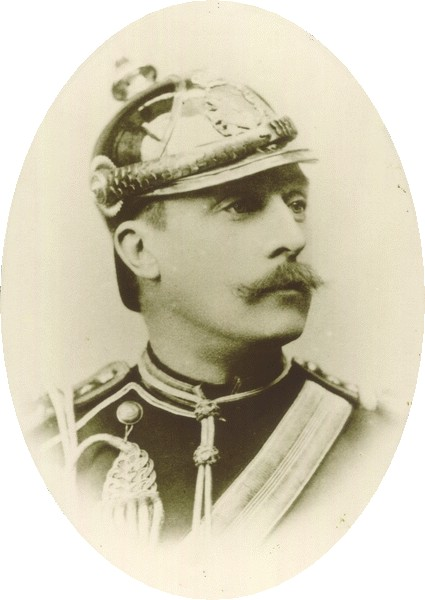
Sixten Sparre (um 1889)

Als Madigans Zirkus 1888 in Kristianstad in Schonen gastierte, verliebte sich Sixten Sparre, ein schwedischer Dragonerleutnant aus altem Adel, in die junge Zirkusartistin. Beide begannen einen Briefwechsel, doch war ihre Beziehung, abgesehen vom Standesunterschied, zur damaligen Zeit gesellschaftlich unmöglich: Sparre war bereits (wenn auch unglücklich) verheiratet und Vater von zwei Kindern. Außerdem wollte der Zirkus Madigan die Seiltänzerin Elvira als seine „Hauptattraktion“ weder in Skandale verwickelt sehen noch durch eine Heirat „verlieren“, so dass die beiden Verliebten ihre Briefe nur heimlich austauschen konnten.
Im Mai 1889, als der Zirkus Madigan gerade in Sundsvall in Schweden gastierte, setzten Elvira Madigan und Sixten Sparre ihre zuvor brieflich geplante Flucht in die Tat um. Von Seiten Sparres kam diese einer Desertion gleich. Über Stockholm reisten beide nach Svendborg in Dänemark, wo sie sich in einem Hotel einmieteten und als Paar auf Hochzeitsreise ausgaben. Nach einiger Zeit fiel jedoch auf, dass nur der Mann einen Ehering trug, und auch die Ähnlichkeit der Frau mit einer bekannten Zirkusartistin, von deren plötzlichem Verschwinden die Zeitungen berichteten, wurde bemerkt. Daher reiste das Paar am 15. Juli 1889 weiter zur kleinen dänischen Insel Tåsinge südlich Fünen, wo sie in Troense ein Zimmer bei einer Fischerfamilie mieteten.
Am 18. Juli 1889 verließen Elvira Madigan und Sixten Sparre um zehn Uhr vormittags mit einem Picknickkorb ihre Ferienwohnung in scheinbar glücklicher Stimmung. Sie gingen dann in den Nørreskov (dän. „Nordwald“) auf Tåsinge. Dort erschoss Sparre am folgenden Morgen mit seiner Dienstwaffe erst seine Geliebte und dann sich selbst.

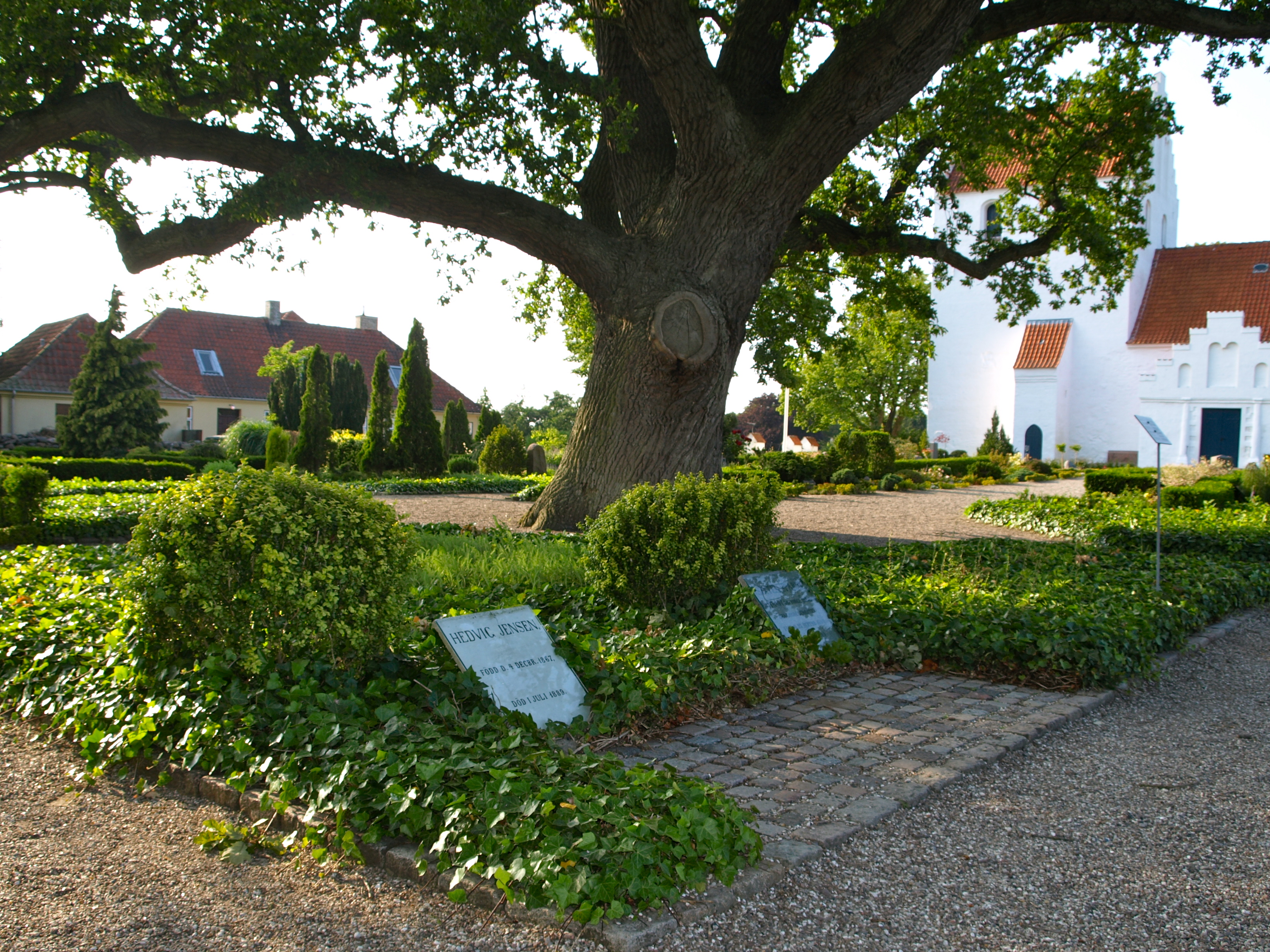
Die Grabstätte von Elvira Madigan (links, auf dem Grabstein mit bürgerlichem Namen Hedvig Jensen) und Sixten Sparre (rechts) auf dem Friedhof von Landet

Am 27. Juli 1889 wurde das Paar unter großer Anteilnahme der Öffentlichkeit auf dem Friedhof von Landet (dän. „Landet kirkegård“) begraben. Auch in der Presse erregte das Geschehen damals Aufsehen, zumal nur ein halbes Jahr vorher, im Januar 1889, der österreichisch-ungarische Thronfolger Rudolf und seine Geliebte Mary Vetsera in Schloss Mayerling Selbstmord begangen hatten. Das Grab von Elvira Madigan und Sixten Sparre auf dem Friedhof von Landet existiert auch heute noch und wurde 1943, 1964, 1999 und 2013 jeweils neu gestaltet. Spätestens seit dem schwedischen Film von 1967 (siehe unten) wird die Grabstelle von Touristen und Liebenden aus aller Welt gern besucht. Außerdem besteht der Brauch, dass Bräute, die in der Kirche von Landet geheiratet haben, anschließend ihren Brautstrauß auf Madigans Grab legen.

## Literarische Verarbeitung
Der schwedische Dichter Johan Lindström Saxon (1859–1935) verfasste die Ballade bzw. Moritat „Visan om den sköna konstberiderskan Elvira Madigans kärlek och grymma död“ (Weise von der Liebe und dem schlimmen Tod der schönen Kunstreiterin Elvira Madigan) mit den Anfangsworten „Sorgeliga saker hända“ (Traurige Dinge geschehen). Eine deutsche Fassung dieses Liedes wurde von Freddy Quinn als „Bänkellied von der Seiltänzerin“ eingespielt (auf dem Album „Bitte recht traurig“, 1972). Der Musiker und Komponist Alex Behning veröffentlichte 2016 auf dem Album „Trickster und Propheten“ einen Song über die Tragödie um Elvira Madigan mit dem Titel Elvira Madigan.

## Verfilmungen
Der Elvira-Madigan-Stoff wurde dreimal verfilmt:
- Elvira Madigan (dt. Titel: Das Ende einer großen Liebe), ein schwedischer Film von 1943, Regisseur Åke Ohberg, in der Hauptrolle Eva Henning, mit Åke Ohberg als „Graf Christian“. Der richtige Name des Liebhabers wurde auf Ersuchen der Familie Sparre in diesem Film nicht verwendet.
- Elvira Madigan, ein dänischer Film von 1967, Regisseur Poul Erik Møller Pedersen, mit Anne Mette Michaelsen als Elvira Madigan und Søren Svejstrup als Sixten Sparre.
- Elvira Madigan (dt. Titel: Das Ende einer großen Liebe), ein schwedischer Film von 1967, Regisseur Bo Widerberg, mit Pia Degermark als Elvira Madigan und Thommy Berggren als Sixten Sparre. Diese Verfilmung gilt als die bei weitem beste. Dies ist sowohl der einfühlsamen Kameraführung von Jörgen Persson als auch der Schauspielkunst von Pia Degermark, die in Cannes für diesen Film als „beste Schauspielerin“ ausgezeichnet wurde, zu verdanken. Als Soundtrack verwendet der Film das Thema des zweiten Satzes, des Andante von Mozarts Klavierkonzert Nr. 21 C-Dur, Köchel-Verzeichnis 467. Dieses wird daher bis heute vor allem in Skandinavien oft als „Klavierkonzert Elvira Madigan“ bezeichnet.

## Trivia
- „Elvira Madigan“ ist auch der Name einer 1995 gegründeten schwedischen Dark-Metal-Band, die von Marcus H. Madigan alias Marcus Hammarström produziert wird.
- Circus Madigan ist seit 1989 ein traditioneller Circus in Sjöbo (Schweden), der sich seit 2002 auf Schulprojekte konzentriert.